# Agrokemija
Ágrokemíja (kratica AK) ali kmetíjska kemíja je interdisciplinarna veda, ki povezuje agronomijo in kemijo.
Agrokemija preučuje in tako izboljšuje preskrbo kulturnih rastlin s hranilnimi snovmi. Ukvarja se z gnojenjem, sestavo prsti, biokemičnimi razmerami uspevanja in prehrane kulturnih rastlin.
Eden od začetnikov je bil Justus Liebig. O agrokemiji govori Kmetijska kemija, prva kemijska knjiga v slovenščini, katere avtor je Matija Vertovec.